# 七瀬公
七瀬 公（ななせ こう、1994年4月23日 - ）は、日本の俳優。奈良県出身。東宝芸能所属。

## 略歴・人物
中学生から芸能界を志し、関西外国語大学を中退して上京。東宝芸能が創立50周年を記念して開催した同事務所初の男性オーディションにて井上雄太・大地伸永とともに合格。2015年にテレビドラマ『チア☆ドル』出演で俳優デビュー。
趣味は英語・サッカー・バスケットボール。アイドル好きで小学生からジャニーズを見て育った。その為アイドルになりたいと中学の頃からオーディションを受け続けており、ジャニーズ事務所にも応募したが最終で落選。一度だけSexy Zoneのライブでバックダンサーとして踊ったことがある。

## 出演

### テレビドラマ
- チア☆ドル（2015年10月18日 - 12月20日、朝日放送） - 原田 役[1]
- それでも僕は君が好き 第2話・第3話（2015年9月30日・10月1日、フジテレビ）[4]
- 連続ドラマW 希望ヶ丘の人びと 第3話・最終話（2016年7月30日・8月13日、WOWOW）[5]
- ハートロス 〜虹にふれたい女たち〜（2016年10月2日、CBCテレビ） - シューゴ 役[6]
- キャリア〜掟破りの警察署長〜 第1話（2016年10月9日、フジテレビ）
- ラブホの上野さん 第10話（2017年3月22日、フジテレビ）
- 月曜名作劇場 警視庁機動捜査隊246 Ⅷ 傷痕（2017年9月4日、TBSテレビ） - 友近雄二 役
- 世にも奇妙な物語'17秋の特別編 寺島（2017年10月14日、フジテレビ） - レポーター 役
- 今日から俺は!! 第4話（2018年11月4日、日本テレビ） - カツアゲ男
- 新・ミナミの帝王 第17作（2019年1月14日、関西テレビ放送） - 井戸雅之 役
- 3年A組-今から皆さんは、人質です- 第3話（2019年1月20日、日本テレビ） - 不良高校生 役
- 白衣の戦士! 第8話（2019年6月5日、日本テレビ）
- ウルトラマンタイガ（2019年7月6日 - 12月28日、テレビ東京） - 霧崎 役[7]
- サウナーマン〜汗か涙かわからない〜（2019年8月26日 - 11月11日、朝日放送） - 諸星愛海 役
- 連続ドラマW 彼らを見ればわかること（2020年1月11日 - 2月29日、WOWOW） - 森村誓 役
- NHK連続テレビ小説
  - スカーレット 第105回 - 最終回（2020年2月5日 - 3月28日） - 永山大輔 役[8][9]
  - おむすび 第78回（2025年1月22日） - 三田村 役[10]
  - あんぱん 第96回 -（2025年8月11日 - ） - 大島コオ 役[11]
- ハルとアオのお弁当箱（2020年10月13日 - 12月29日、BSテレ東） - 葉村 役
- 科捜研の女 第20シリーズ 第8話（2020年12月10日、テレビ朝日） - 久保田英司 役
- ネメシス第2話（2021年4月18日、日本テレビ） - ユウキ 役
- 24時間テレビ ドラマスペシャル「生徒が人生をやり直せる学校」（2021年8月21日、日本テレビ） - 八村公 役
- アンラッキーガール! 第1話・第2話（2021年10月7日・14日、読売テレビ・日本テレビ） - 吉田 役
- ドクターホワイト（2022年1月17日 - 3月21日、関西テレビ・フジテレビ系） - 牧田真一 役[12]
- 村井の恋 第5話（2022年5月4日、TBSテレビ） - 中島貴臣 役
- 警視庁・捜査一課長 season6 最終話（2022年6月16日、テレビ朝日） - 園田恭二 役
- 金田一少年の事件簿 第9話・最終話（2022年6月26日・7月3日、日本テレビ） - 氷森冬彦 役[13]
- 恋と弾丸（2022年10月28日 - 12月23日、毎日放送） - 省吾 役[14]
- 来世ではちゃんとします3 第6話・第10話（2023年2月9日・3月9日、テレビ東京） - 柊忍 役[15]
- 警視庁アウトサイダー 第6話（2023年2月9日、テレビ朝日） - 白土祐吾 役
- 天使の耳〜交通警察の夜（2023年3月20日、NHK BS4K / 6月10日、NHK BSプレミアム / 2024年4月2日、NHK総合） - 石田翔太 役[16]
- トリリオンゲーム 第3話（2023年7月28日、TBSテレビ） - ジョー 役
- キス×kiss×キス〜LOVE ⅱ SHOWER〜「コンプライアンスキス」「パパ友とのキス」「パラレルワールドキス」（2023年11月10日・12月15日・12月22日、テレビ東京） - 河合 / 大西健斗 / 水原拓海 役[17]
- おいハンサム!!2 第2話・第3話（2024年4月13日・20日、東海テレビ・フジテレビ） - 酒井 役[18]
- ナンバーワン戦隊ゴジュウジャー 第3話・第4話（2025年3月2日・9日、テレビ朝日） - 熱海常夏 / ドンモモタロウ 役[19]

### ウェブドラマ
- &美少女 NEXT GIRL meets Tokyo 第7話（2017年5月24日、FOD） - 西村柊 役
- 恋愛ドラマな恋がしたい 第2シーズン（2018年12月1日 - 2019年2月16日、AbemaTV） - コウ
- ギルガメッシュFIGHT 第1話 - 第4話（2022年12月25日 - 2023年1月22日、Paravi） - 轟 役[20]

### 映画
- 暗殺教室 -卒業編-（2016年、東宝）
- SCOOP!（2016年、東宝）
- うさぎ追いしー山崎勝三郎物語ー（2017年、新日本映画社）
- ミッドナイト・バス（2018年1月27日、アークエンタテインメント） - 高宮怜司 役
- 劇場版 ウルトラマンタイガ ニュージェネクライマックス（2020年8月7日[注 1]、松竹ODS事業室） - 霧崎 役[22]
- マイ・ダディ（2021年9月23日、イオンエンターテイメント） - 一ノ瀬仁 役
- 破戒（2022年7月8日、東映ビデオ）
- ナンバーワン戦隊ゴジュウジャー 復活のテガソード（2025年7月25日、東映） - 熱海常夏 役[23]

### 舞台
- あさひなぐ（2017年5月20日 - 30日、東京：EX THEATER ROPPONGI / 2017年6月2日 - 5日、大阪：森ノ宮ピロティホール / 2017年6月9日 - 11日、名古屋：愛知県芸術劇場） - 宮路夏之 役 [24]。
- トレインライドシアター「このレールはドラマチック」（2023年11月19日・23日、東京都23区内）[25]
- 宮沢賢治朗読短編集「セロ弾きのゴーシュ」（2024年1月10日 - 14日、浅草九劇）[26]

### ミュージック・ビデオ
- Saku「春色ラブソング」（2017年）[27]
- 藍井エイル「Daylight」（2019年） - 『AIカードダス ZENONZARD』世界観プロモーション映像
- koe「風吹」（2021年）[28]

### CM
- モンスターストライク『チーム篇』Web限定動画（2016年） [29]
- シャープ AQUOS R3（2019年5月24日 - ） - 新郎 役
- 全国共済農業協同組合連合会  JAの自動車共済クルマスター「みなみ教官 お見積り」篇、「みなみ教官 マモルモア」篇（2022年1月18日 - ） - 浜辺美波と共演[30]